# シュウ (北斗の拳)
シュウは、漫画『北斗の拳』に登場する、架空の人物。

## 声の出演
- 森功至（テレビアニメ、PS版ゲーム）
- 石塚堅（パンチマニア 北斗の拳）
- 小西克幸（『北斗の拳 激打3 〜タイピング百裂拳〜』）
- 大塚芳忠（『真救世主伝説 北斗の拳』シリーズ、『LEGENDS ReVIVE』）
- 吉水孝宏（北斗無双）
- 上別府仁資（激打2）
- 高橋広司（DD北斗の拳）
- 諏訪部順一（北斗の拳 イチゴ味）
- 内藤玲（DD北斗の拳2）

## 人物
南斗六聖拳の一人で、「情け、思いやり」の宿命を背負う「仁星」の男。「烈脚空舞」「南斗烈脚斬陣」を始めとする、変幻自在の足技を主体とした南斗白鷺拳の伝承者。奥義には「誘幻掌」などがある。手刀による斬撃、突きに特化したものが多い南斗聖拳の中では異色の流派である。南斗聖拳最強と呼ばれるサウザーをして、「自分と互角に戦える男」といわしめた実力者であり、後述の「南斗十人組手」で少年時代のケンシロウに圧倒的な力の差を見せつけた。その後、幾年かを経て「仁星」の宿命に従いケンシロウの前に再び姿を現す。
自ら「聖帝」と名乗り覇道の道を歩むサウザーに対し、平和を望み反帝部隊（レジスタンス）を組織して対抗する。「仁星」の宿星の下、己を犠牲にして民衆を救うために戦い、「盲目の闘将」と呼ばれる。
理性的な性格の好人物で、物語中に登場する数少ない人格者の一人。周囲の人々は彼への尊敬を込めて「シュウ様」と呼ぶ。乱世に生きる子供たちに輝かしい未来が訪れることを願っており、その秘められた可能性を「光」と呼び強く信じている。それを守るためならば、いかなる危険をも厭わない。
シバという息子がおり、サウザーとの戦いに敗れ捕らえられたケンシロウを救出する。しかし深手を負ったケンシロウを逃がすため、シバは聖帝軍の追っ手を巻き添えにダイナマイトで自爆して死亡した。テレビアニメ版では、妻とはすでに死別しているという設定になっている。『蒼黒の餓狼 -北斗の拳 レイ外伝-』では、シュウ一家がレイ･アイリ兄妹を誘って釣りに行く回想が描かれており、特にシバはアイリに懐いていた。

## 身体的特徴
身長180cm、体重90kg、バスト120cm、ウエスト89cm、ヒップ100cm、首周り42cm（データは週刊少年ジャンプ特別編集『北斗の拳 SPECIAL』の「拳聖烈伝」による）。
盲目。自身で両目を潰した際にできた、額から両まぶたを通って頬まで達する筋状の傷跡が左右に三対ある。ただし眼球は完全に破壊されたわけではなく、涙腺も機能しており、涙を流すことは可能。また心眼が発達しているようで、盲目ながら日常で困るような場面は作中では特に描かれていなかった。
襟足が鬣のように長いヘアスタイル。原作では銀髪だが、TVアニメでは頭髪は水色、『ラオウ伝 殉愛の章』ではグレーのカラーリング。

## 来歴
まだ少年時代のケンシロウが、北斗と南斗の他流試合（南斗十人組手）で戦った際、その力量に気付き、自ら最後の10人目の相手としてケンシロウと戦い勝利したことがある。この時に、「最後の相手があなたでよかった」と話したケンシロウに誰よりも強く光り輝く可能性を見出し、掟にしたがって処刑されるはずだったところを立会人であったサウザーとラオウの面前で自身の両目を潰し、自らの光と引き換えに助命した。そしてこの出来事がきっかけとなり、シュウの心の中で燻っていた「仁星」の宿命が目覚める。その後、成長し、北斗神拳伝承者となったケンシロウの力を自ら確かめるために、あえて闘いを挑むものの敗れ、和睦してサウザー打倒を託す。また、テレビアニメ版では、ケンシロウは南斗十人組手で敗れた際、シュウに対して、「拳法の厳しさを教えてもらった」と語っている。
サウザーの拳に深手を負ったケンシロウに代わり、軍を率いて乗り込んできたサウザーに挑むも、女・子供100人を人質に取られ敗北し、聖帝十字陵へと連れて来られたシュウは、足の筋を切られた状態のまま、十字陵の頂に置く聖碑を運ぶ人柱にされる。彼を救わんと駆けつけたケンシロウに、「この聖碑は百人の人質の命と、南斗六聖拳の乱れを防げなかった私の痛み」と言って助けを拒み、それでも十字陵を駆け上がるケンシロウの目の前でサウザーが投げた槍に貫かれる。しかしその直後に奇跡的に視力が回復し、ケンシロウの成長した姿を一目見たかったという願いが最期の瞬間に叶えられる。そして息子シバの面影のあるケンシロウの姿を見て、自分の生涯に間違いのなかったことを確信し、「ゆけ、そして時代を開け」とケンシロウに言い遺し、聖碑に潰されて壮絶な最期を遂げる。
その散り際は、ラオウをして見事と言わしめ、ケンシロウは深い哀しみを怒りに変える。サウザーがケンシロウに敗れ、「聖帝」としてではなく、師オウガイを慕う愛の心に身を委ねながら死亡した後、シュウの亡骸からの血がまるでシュウの涙のごとく聖帝十字陵に流れ出し、それに呼応するかのように聖帝十字陵は崩壊を始めた。
ケンシロウが尊敬する人物として、リュウケン、ラオウ、トキに並んで挙げられている。

## その他
- 南斗最後の将の都でのラオウとの戦いの後、一時的に視力を失ったケンシロウは、「かつて眼は見えずとも戦い続けた男がいた」とシュウのことを回想し、アニメでは拳王軍の追手に対し彼の白鷺拳を再現してみせている。またそれ以前のサウザーとの戦いの際にも、ケンシロウは白鷺拳の足技を使いサウザーに一撃を加え、「せめて一傷、シュウの拳を浴びせたかった」と語っている。
- 登場時にケンシロウに挑んだ際、拳に殺気が無いことを問われた時、あなたの力を試すためだと語った上で自らを名乗り、「レイの親友」と話しており、レイを主人公に置いた外伝『蒼黒の餓狼 -北斗の拳 レイ外伝-』では、シュウとレイとの交友が昔日の挿話の中に画かれている。レイはシュウから技も学んでいるらしく外伝や『北斗無双』で足技を披露している。
- 聖碑を担いで死に向かって十字陵を登っていくシュウの姿は、イエス・キリストが十字架を背負い死に向かってゴルゴダの丘を登っていく姿のオマージュである。そのことは、『北斗の拳2000 究極解説書PART2』に掲載されている対談集『北斗を語る』の中で、原作者の武論尊と当時の担当編集堀江信彦が語っている。
- 『北斗の拳』の連載35周年を記念して行われた人気投票「北斗の拳 国民総選挙」の結果は第7位。
- 名前の由来について、武論尊は「たしか『優秀』から取ったのかな」と語っている[4]。
- 作画担当の原哲夫によると、モデルはクリント・イーストウッド[5]。